# Эдвардс, Крейг
Крейг Э́двардс (англ. Craig Edwards, род. 23 декабря 1968 года) — английский бывший профессиональный снукерист.

## Карьера
В 1988 году Крейг Эдвардс вышел в финал любительского чемпионата Англии, уступив в решающем матче Барри Пинчесу, 6:13. Почти сразу же после этого, в сезоне 1988/89 он стал профессионалом, и провёл в мэйн-туре следующие восемь сезонов. В 1991 году он в единственный раз в карьере вышел в 1/16 финала чемпионата мира, но затем проиграл Тони Мео, 7:10. В 1994-м он был финалистом осенней серии Pontins Open. Лучший официальный рейтинг Эдвардса — 61-й (сезон 1991/92).
В последнее время Эдвардс часто играет в покер на некоторых английских турнирах.